# عزیز صالحو
عزیز صالحو (انگلیسی: Aziz Salihu؛ زادهٔ ۱ مهٔ ۱۹۵۴) بوکسور اهل یوگسلاوی بود.